# Der Hexenclub von Bayonne
Der Hexenclub von Bayonne (Alternativtitel: Verhexte Hexen, Originaltitel: Un amour de sorcière) ist eine Fantasykomödie aus dem Hexengenre. Die französische Produktion von 1996 wurde am 19. März 1997 in Frankreich uraufgeführt. Kinostarts gab es außerdem in Belgien, der Schweiz und in Kanada.

## Handlung
Das Zeitalter der Hexen auf der Erde geht zu Ende. Neben den vier guten Hexen Morgane, ihrer Großmutter Eglantine und ihren Tanten Chloé und Fleur gibt es noch ihren Cousin Molok Edramarek, der sich der schwarzen Magie verschrieben hat. Auch Morganes elfmonatiger Sohn Arthur besitzt Zauberkräfte und Morganes Angst ist groß, dass Molok, der an Arthurs erstem Geburtstag dessen Pate werden möchte, seinen Willen durchsetzt und Arthur auf den Weg zum Bösen führen wird.
Doch es gibt eine Lösung: Wenn Arthur einen menschlichen Paten erhält, der am selben  Tag, zur selben Stunde und zur selben Planetenkonstellation geboren ist, verliert Arthur seine Zauberkräfte und der mächtige Molok kann ihn nicht mehr zum Schwarzmagier ausbilden. 
Allerdings weiß Molok um Morganes Vorhaben und beseitigt zwei der insgesamt drei auf der Welt lebenden, in Frage kommenden Paten. Der dritte Kandidat, Michael Firth, der mit seiner gedankengesteuerten Software Mindware auf dem Weg ist, Bill Gates zu übertrumpfen, wird auf einer Geschäftsreise nach Frankreich bei seiner Ankunft am Pariser Flughafen von Morgane in ihr Auto gelockt, indem sie sich als seine Chauffeuse ausgibt. In einem Schloss am Stadtrand von Bayonne wird Michael Großmutter und Tanten vorgestellt.
Doch Morgane und Michael verlieben sich ineinander und Morgane lehnt nun Arthurs Entzauberungsprozedere ab, da dadurch gleichzeitig Michaels Intelligenz auf die einer Paprika reduziert werden würde. Stattdessen führt sie mit ihren weiblichen Verwandten eine patenlose Entzauberung durch, die mit ihrem Tod enden wird. Doch der ins Schloss eindringende Molok reißt Arthur an sich und Morgane fällt durch die unterbrochene Zeremonie ins Koma.
Michael, mit Ratschlägen und Zaubermitteln der Hexen versehen, kann jedoch Arthur aus Moloks Schloss  befreien. Im Krankenhaus, in dem Morgane liegt, trifft Michael ein letztes Mal auf Molok: Er kann diesen in Brand setzen, dem dadurch als letzter Ausweg nur die Verflüssigung (eine von Hexen evolutionsbedingt erworbene Fähigkeit) bleibt und so von Michael und den anderen Hexen aufgewischt und in eine Putzmittelflasche gefüllt werden kann. Das Happy End ist komplett, als Morgane aus ihrem Koma erwacht.

## Hintergrund
- Der Film wurde zweimal gedreht, in Französisch und in Englisch. Der englische Titel lautet Witch Way Love. Drehorte waren New York, Paris, Venedig und das französische Département Pyrénées-Atlantiques.